# Aisonville-et-Bernoville
Aisonville-et-Bernoville es una comuna francesa situada en el departamento de Aisne, de la región de Alta Francia.

## Geografía
Está ubicada a 28 km al noroeste de Vervins.

## Demografía
| 388 | 343 | 300 | 251 | 216 | 291 | 300 | 254 |
| Para los censos de 1962 a 1999 la población legal corresponde a la población sin duplicidades (Fuente: INSEE [Consultar]) |     |     |     |     |     |     |     |